# Semiothisa divergentata
Semiothisa divergentata là một loài bướm đêm trong họ Geometridae.